# Reinhold (Malerfamilie)

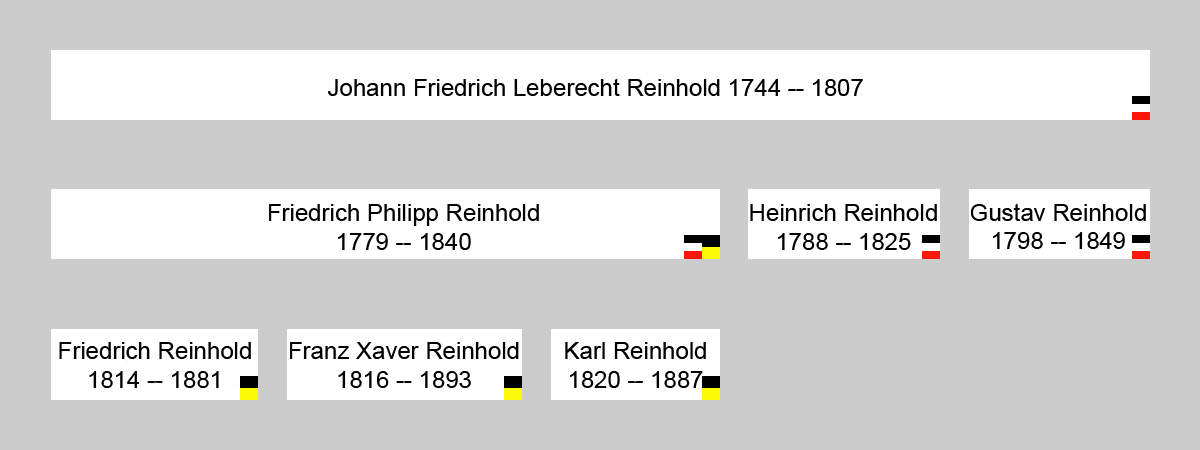

Die Familie Reinhold war eine Malerfamilie, die in Deutschland und Österreich tätig war.
Die überwiegend mit Gera verbundenen Mitglieder dieser Familie waren die Nachkommen des Porträtmalers Johann Friedrich Leberecht Reinhold (1744–1807).
- Friedrich Philipp Reinhold (1779–1840) war Maler, Radierer und Lithograph.[2]
  - Friedrich Reinhold (Fritz) (1814–1881) war Landschaftsmaler.[3]
  - Franz Xaver Reinhold (1816–1893) war Veduten- und Landschaftsmaler.[4]
  - Karl Reinhold (1820–1887) war Maler und Lithograph.[5]
- Johann Heinrich Carl Reinhold (1788–1825) war  Maler und Kupferstecher.[6][7]
- Gustav Reinhold (1798–1849) war Maler.[8]

## Ausstellungen und Werke (Auswahl)
- August bis 18. November 2018: Die Geraer Malerfamilie Reinhold – Kunst des 19. Jahrhunderts mit Gemälden und Arbeiten auf Papier aus dem Bestand der Kunstsammlung Gera. im Südflügel der Orangerie Gera.[9]

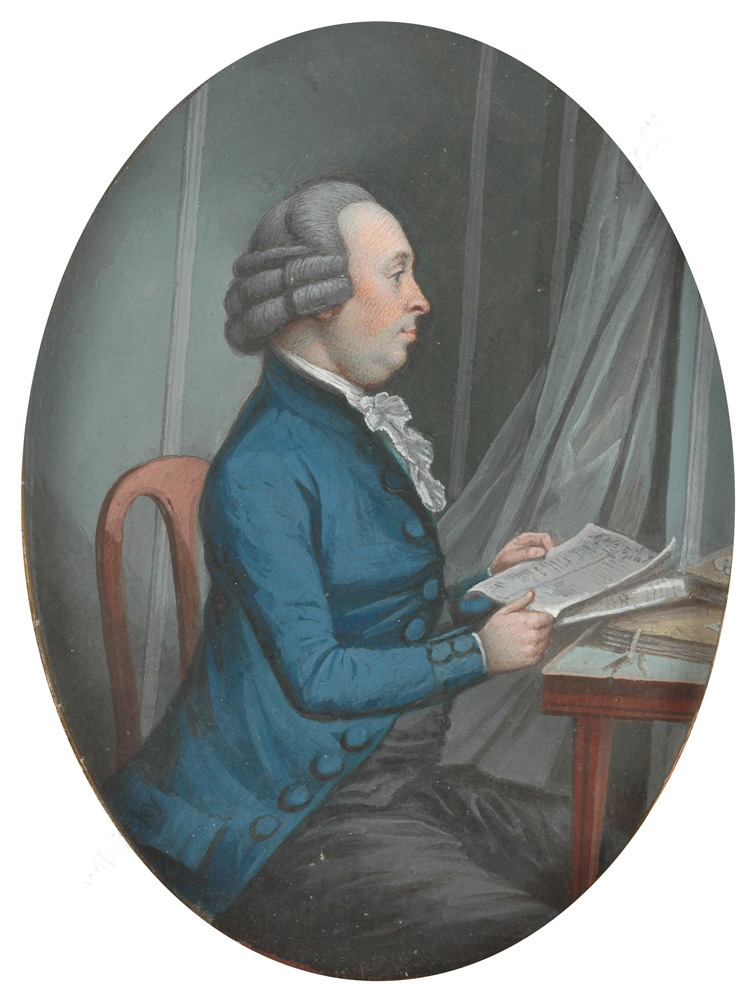
Johann Friedrich Leberecht Reinhold – Graf Heinrich XXX. von Reuß-Gera
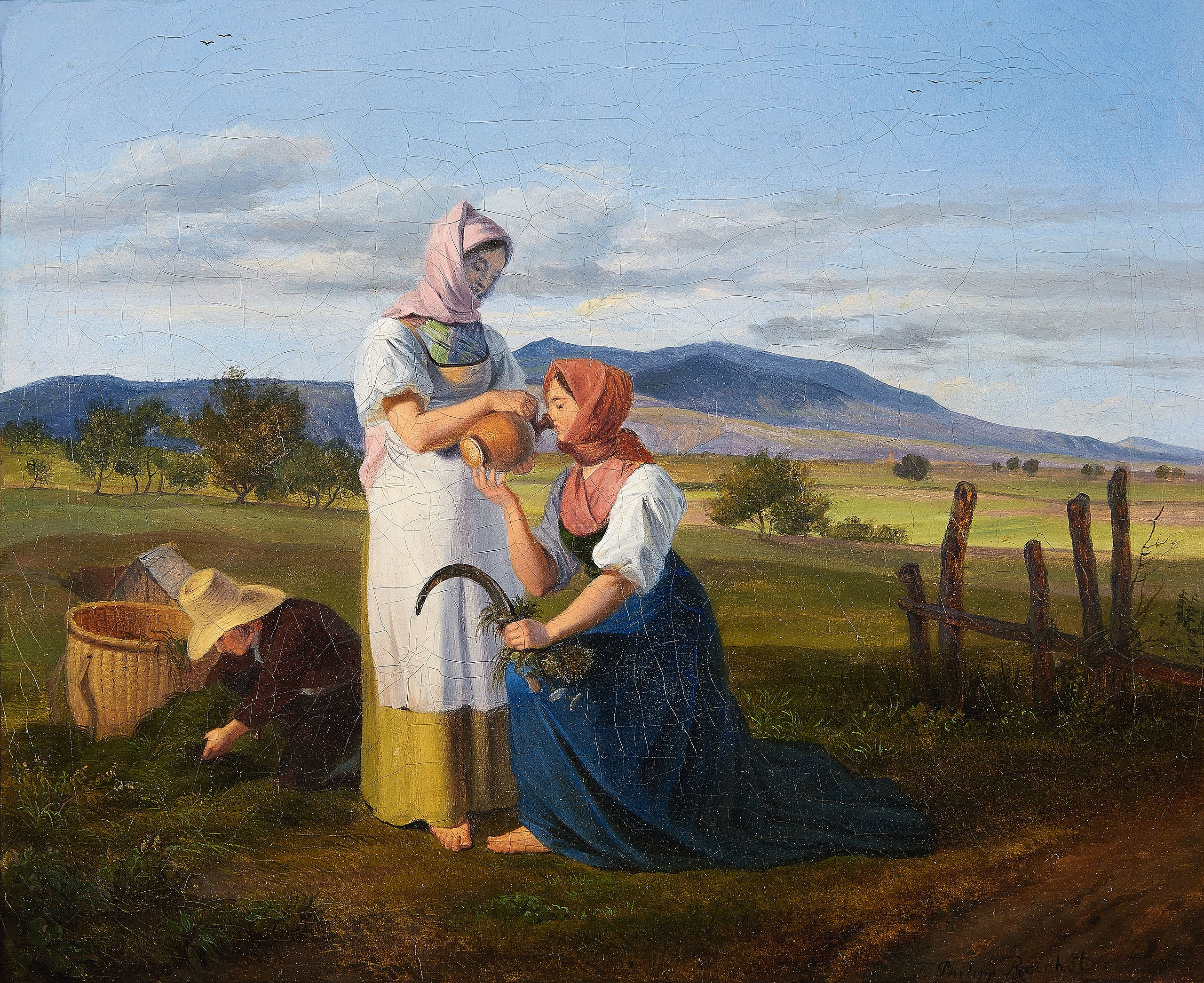
Friedrich Philipp Reinhold – Rast von der Arbeit auf dem Feld
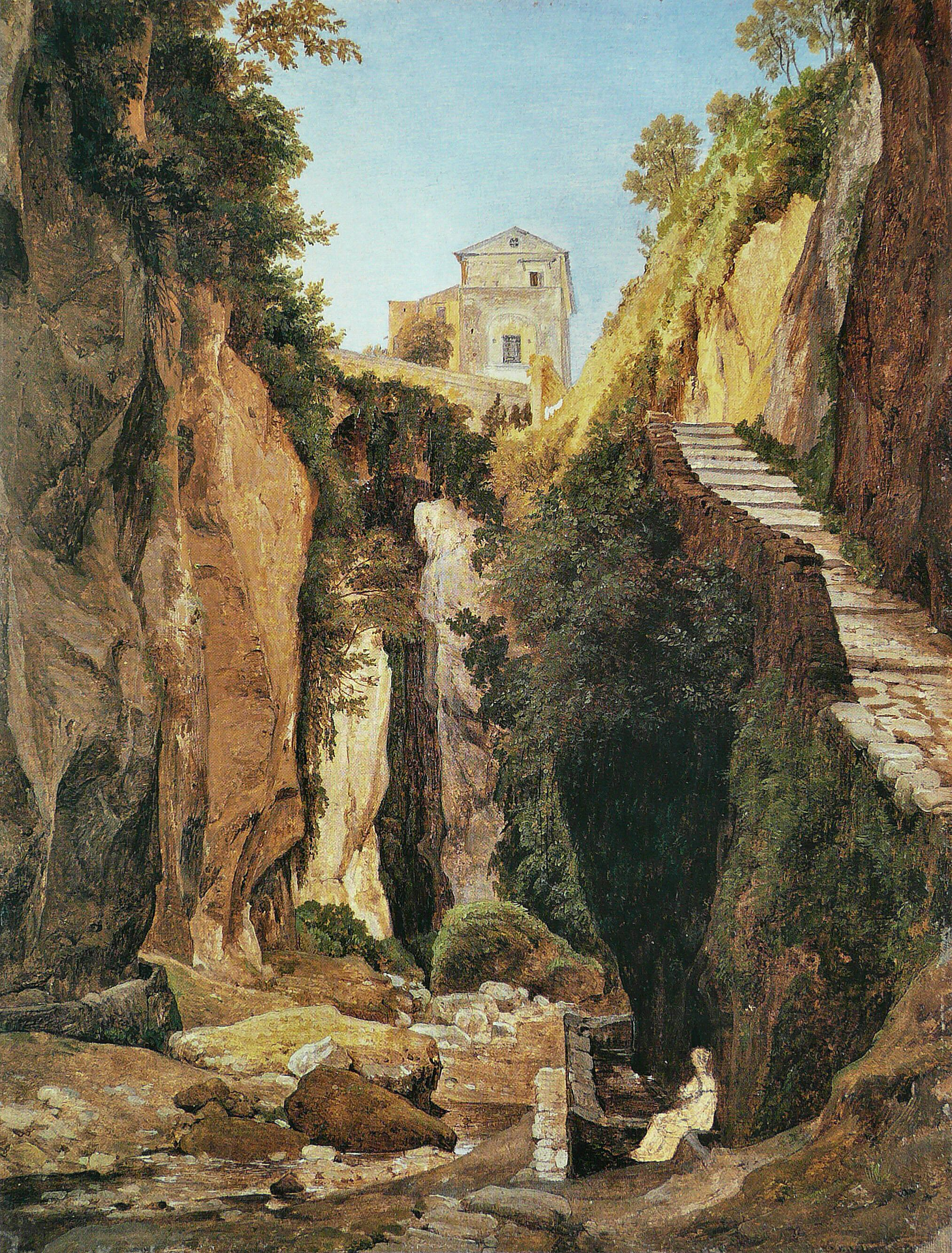
Heinrich Reinhold – Ravine at Sorrento
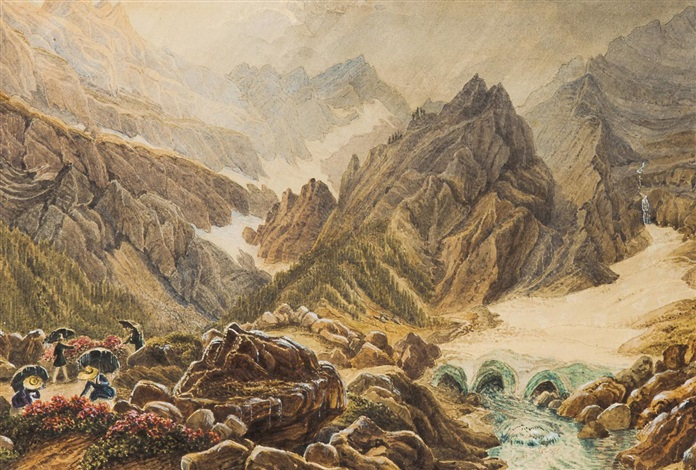
Gustav Reinhold – Alpenlandschaft
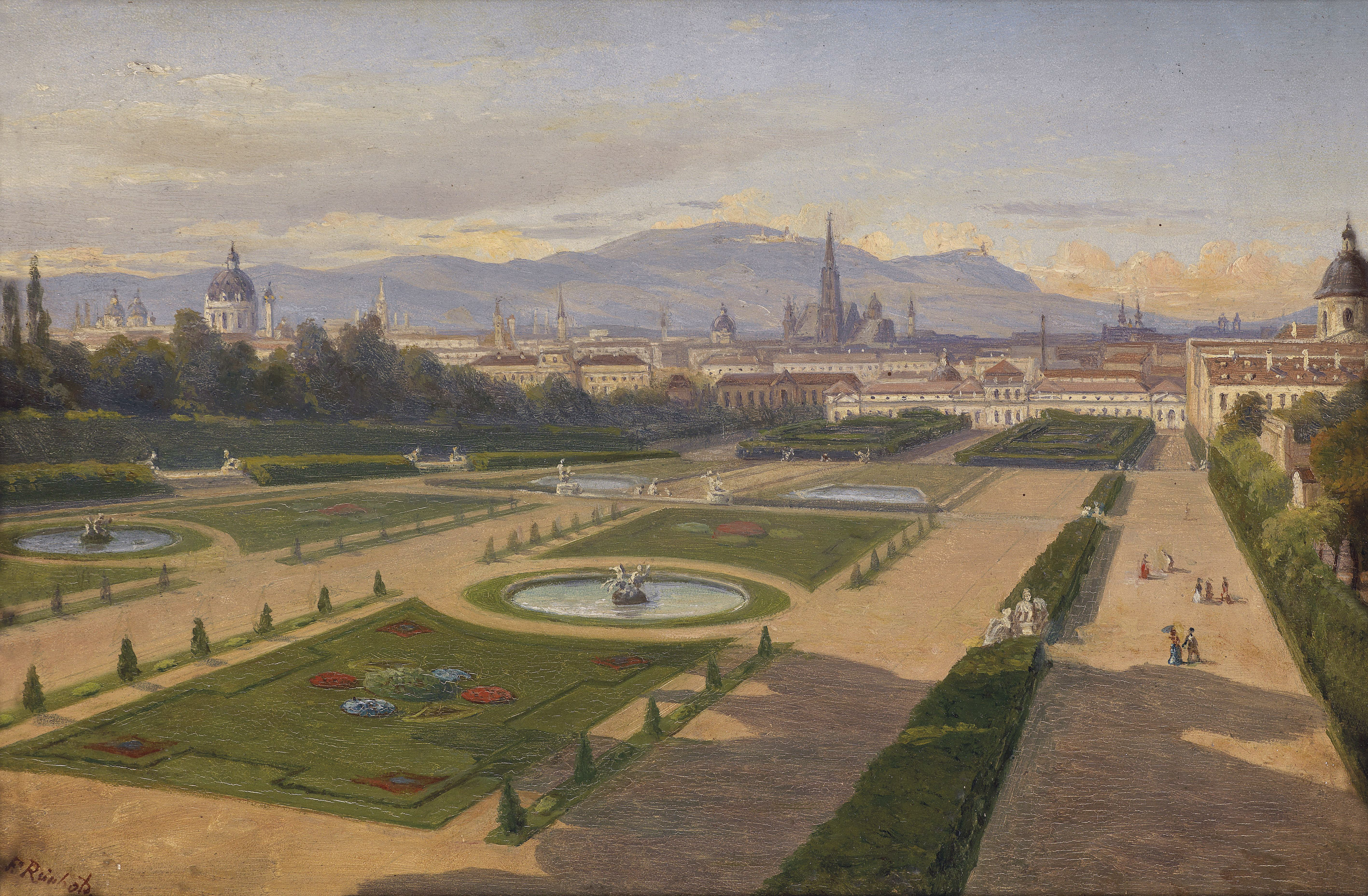
Franz Xaver Reinhold – Garten von Schloss Belvedere